# Dương Hiền phi (Đường Văn Tông)
Đường Văn Tông Dương Hiền phi (chữ Hán: 唐文宗楊賢妃, ? - 12 tháng 12 năm 840), là phi tần của Đường Văn Tông trong lịch sử Trung Quốc. Dương Hiền phi có ảnh hưởng lớn trong quá trình lựa chọn nối ngôi của Đường Văn Tông.

## Cuộc đời

### Thân thế
Không có thông tin về gia thế của Dương Hiền phi trong Cựu Đường thư và Tân Đường thư. Tuy nhiên, trong một cáo buộc sau khi Hiền phi qua đời của Đường Vũ Tông, em trai của Văn Tông, tố cáo rằng Dương Hiền phi và Tể tướng Dương Tư Phục có quan hệ cô cháu, Tư Phục đã viết một bức thư thuyết phục bà nhiếp chính với cương vị Thái hậu.
Nếu cáo buộc trên là đúng thì có thể phụ thân của bà là Dương Thái Thanh (楊太清), ông nội của Dương Tư Phục, là một trọng thần dưới triều Đường Mục Tông. (Tuy nhiên, cũng nên lưu ý rằng Vũ Tông khá trọng dụng một người được cho là em trai của Dương thị là Dương Huyền Tư (楊玄思), và khá bất thường, không rõ Dương Huyền Tư và Dương Tư Phục có họ hàng hay không)

### Sách phong Hiền phi
Không rõ khi nào Dương thị trở thành phi tần của Văn Tông. Khoảng năm Khai Thành thứ 2 (837), Dương thị được phong Chiêu dung (昭容), địa vị cao thứ 3 trong cung. Cũng trong năm đó, Dương Chiêu dung được phong Hiền phi (賢妃). Trong khi đó Vương thị, thân mẫu Thái tử Lý Vĩnh, được thăng từ Chiêu nghi lên Đức phi (德妃). Năm sau (838), Dương Tư Phục trở thành Tể tướng, không có chứng cứ nào về việc Dương Hiền phi có dính líu tới Dương Tư Phục.
Năm Khai Thành thứ 3 (838), Mẹ Lý Vĩnh là Vương Đức phi không được Văn Tông sủng ái rồi bị Dương Hiền phi gièm pha và chết. Sử sách không ghi nhận rõ ràng về cái chết của Đức phi. Từ sau khi Đức phi chết, Thái tử Lý Vĩnh mất đi một chỗ dựa, nhưng Vĩnh vẫn tỏ ra ham chơi và thân cận tiểu nhân, do đó càng khiến Văn Tông không hài lòng. Dương Hiền phi thấy vậy bèn tìm cơ hội để hãm hại Thái tử. Kết quả cùng năm ấy, Văn Tông từng cho giam lỏng Lý Vĩnh và tính việc phế truất, nhưng nhờ sự can thiệp của đội quân Thần Sách mà ông đã bỏ ý định. Nhưng Lý Vĩnh lại chết trong năm đó, thụy là Trang Khác, có lời đồn chính Đường Văn Tông đã sai người giết chết con của mình (Các sử gia hiện đại như Bá Dương cho rằng Lý Vĩnh qua đời do Dương Hiền phi thủ tiêu).
Sau khi Thái tử chết, Dương Hiền phi đề nghị lập em trai của Văn Tông là Yên vương Lý Dung làm Hoàng thái đệ, có lời đồn là Lý Dung đã từng mua chuộc Hiền phi nhờ nói vài lời tốt đẹp với Văn Tông. Đường Văn Tông đem việc này ra bàn luận với các đại thần và Tể tướng Lý Giác phản đối. Do đó Văn Tông quyết định lập con nhỏ của anh trai Kính Tông là Lý Thành Mĩ làm Hoàng thái tử mới.

## Qua đời
Mùa xuân năm Khai Thành thứ 5 (840), bệnh tình trở nặng, Đường Văn Tông sai các hoạn quan Lưu Hoằng Dật và Tiết Quý Lăng triệu Tể tướng Dương Tư Phục, Lý Giác vào cung phó thác Thái tử Lý Thành Mĩ. Cừu Sĩ Lương và Ngưu Hoằng Chí không ủng hộ Thành Mĩ mà giả lệnh Văn Tông, lấy cớ Thái tử còn nhỏ, triệu Hoàng đệ Dĩnh vương Lý Triền vào cung lập làm Hoàng thái đệ, giáng Thành Mĩ là Trần vương. Bách quan yết kiến Dĩnh vương ở Tư Hiền điện.
Ngày 10 tháng 2 cùng năm, Đường Văn Tông mất ở Thái Hòa điện. Các hoạn quan lấy Dương Tư Phục Nhiếp trùng tể. Theo đề nghị của Cừu Sĩ Lương, Dĩnh vương Lý Triền cho ép chết Trần vương Thành Mĩ, Yên vương Lý Dung và Dương Hiền phi. Cừu Sĩ Lương vốn oán Văn Tông nên sau khi ông chết đã cho trục xuất hết nhạc công và nội thị gần gũi với ông. Ngày 20 tháng 2 (Tân Mão), Dĩnh vương Triền lên ngôi, tức là Đường Vũ Tông. Dương Hiền phi bị buộc phải tự sát.